# 赤羽萬次郎
赤羽 萬次郎（あかばね まんじろう、1861年 - 1898年）は、日本の新聞記者・自由民権派ジャーナリスト。北國新聞社初代社長・主筆。雅号は「痩鶴（そうかく）」。

## 人物・来歴
1861年、信濃国松本にて、商家の次男として誕生。
18歳の時に地元の自由民権運動の政治結社「奨匡社」の設立に加わり、新聞・雑誌に政論を発表する。
1881年に上京、日本最初の日刊新聞である「東京横浜毎日新聞」の記者となる。社主が主催する演説団体「嚶鳴社」同人として各地を遊説。大隈重信の立憲改進党にも参加した。
1886年、金沢の改進党系の新聞「北陸新報」に主筆として招かれるも、5年後に社長が自由党系に身売りしたことに反発し退社。
1893年8月5日に「北國新聞社」を興し自ら社長・主筆となる。自ら執筆した発刊の辞「公平を性とし誠実を体とし、正理を経とし公益を緯とす、わが北國新聞は超然として党派外に卓立す」は、現在も同社の社是として受け継がれている。
晩年は肺を病み、病床から社運営の指揮を執り原稿を書いた。1898年9月、36歳で死去。金沢の天徳院に葬られた。
北國新聞創刊115周年にあたる2008年8月5日に開館した「北國新聞赤羽ホール」の名は、赤羽萬次郎にちなんで名づけられた。